# Dystrykt Centralny (Izrael)
Dystrykt Centralny (hebr.: מְחוֹז הַמֶּרְכָּז, Mecḥoz ha-Merkaz, arab: المنطقة الوسطى, Minṭaqat al-Wasaṭ) – jeden z sześciu administracyjnych dystryktów w Izraelu. Dystrykt ma powierzchnię 1293 km², zamieszkany jest przez 1 613 700 mieszkańców (dane z 2005), a jego stolicą jest Ramla.

## Demografia
Zgodnie z danymi Izraelskiego Centrum Danych Statystycznych w 2005 roku:
- Populacja całkowita: 1 613 700 (2005)
- Podział etniczny:
  - Żydzi: 1 420 056 (88%)
  - Arabowie: 129 096 (8%)
  - Inni: 64 548 (4%)
- Gęstość zaludnienia: 1 248 os./km²

## Miasta
| Nazwa miasta            | Język hebrajski    | Język arabski        | ludność (2006) |
| ----------------------- | ------------------ | -------------------- | -------------- |
| Riszon le-Cijjon        | ראשון לציון        |                      | 222 000        |
| Petach Tikwa            | פתח תקווה          | بيتح تكفا            | 184 200        |
| Netanja                 | נתניה              | نتانيا               | 173 800        |
| Rechowot                | רחובות             | رحوبوت/رحوفوت        | 104 500        |
| Kefar Sawa              | כפר סבא            | كفار سابا            | 81 300         |
| Ra’ananna               | רעננה              | رعنانا               | 72 800         |
| Lod                     | לוד                | اللد                 | 66 800         |
| Ramla                   | רמלה               | الرملة               | 64 200         |
| Modi’in-Makkabbim-Re’ut | מודיעין-מכבים-רעות | موديعين مكابيم ريعوت | 62 500         |
| Hod ha-Szaron           | הוד השרון          | هود هشارون           | 44 600         |
| Rosz ha-Ajin            | ראש העין           | رأس العين            | 37 500         |
| At-Tajjiba              | טייבה              | الطيبة               | 33 900         |
| Jawne                   | יבנה               | يبنة                 | 31 900         |
| Nes Cijjona             | נס ציונה           | نيس تسيونا           | 31 000         |
| Elad                    | אלעד               |                      | 28 600         |
| Jehud-Monosson          | יהוד-מונוסון       | يهود مونوسون         | 25 500         |
| Tira                    | טירה               | الطيرة               | 21 100         |
| Giwat Szemu’el          | גבעת שמואל         |                      | 19 000         |
| Kafr Kasim              | כפר קאסם           | كفر قاسم             | 17 700         |
| Kalansuwa               | קלנסווה            | قلنسوة               | 17 400         |

## Samorządy lokalne
| Pod-dystrykt | Miasta | Samorządy lokalne                                                             | Samorządy regionów                                           |
| ------------ | --- | ----------------------------------------------------------------------------- | ------------------------------------------------------------ |
| Szaron       | - Kefar Jona - Netanja - Kalansuwa - At-Tajjiba - Tira                                                                       | - Eljachin - Ewen Jehuda - Pardesijja - Tel Mond - Zemer                      | - Emek Chefer - Chof ha-Szaron - Lew ha-Szaron               |
| Petach Tikwa | - Elad - Giwat Szemu’el - Hod ha-Szaron - Kafr Kasim - Kefar Sawa - Petach Tikwa - Ra’ananna - Rosz ha-Ajin - Jehud-Monosson | - Ganne Tikwa - Dżaldżulja - Kafr Bara - Kochaw Ja’ir - Sawjon - Coran-Kadima | - Derom ha-Szaron - Chewel Modi’in                           |
| Ramla        | - Ramla - Lod - Modi’in-Makkabbim-Re’ut                                                                                      | - Be’er Ja’akow - Bet Dagan - Szoham                                          | - Emek Lod - Gezer                                           |
| Rechowot     | - Rechowot - Riszon le-Cijjon - Nes Cijjona - Jawne                                                                          | - Bene Ajisz - Gan Jawne - Gedera - Kirjat Ekron - Mazkeret Batja             | - Brenner - Gan Rawe - Gederot - Nachal Sorek - Chewel Jawne |